# Sticklers syndrom
Sticklers syndrom är en i många fall ärftlig bindvävssjukdom som kan ge problem med hörsel, syn, skelett och leder. 
Tillståndet beskrevs första gången 1965 av Dr Gunnar B. Stickler vid Mayokliniken, som "Hereditary Progressive Arthro-Ophthalmopathy", men är sedan 1980-talet känt som Sticklers syndrom. Det tros vara det vanligaste syndromet i USA och Europa, men ett av de ovanligaste att diagnostisera då det många gånger ger lindriga symtom. Detta gör att många personer har Sticklers syndrom utan att veta om det.

## Symtom
Symtomen kan som tidigare nämnts variera mycket från person till person, både vad gäller vilka symtom personen har och hur mycket de påverkar. Det kan till exempel röra sig om enbart närsynthet eller problem med leder. Skelett och leder påverkas många gånger, vanligt förekommande är ett något tillplattat ansikte, till följd av underutvecklade kind- och näsben.
- Synproblem är vanliga, så som närsynthet, översynthet, astigmatism, grå starr och näthinneavlossning.

- Hörselnedsättning av varierande svårighetsgrad och som kan öka med tiden.

- Gomspalt kan ibland vara ett tecken på Sticklers syndrom. Cirka 1/3 av personer med Pierre Robins sekvens, där gomspalt ingår, beräknas även ha Sticklers syndrom.

- Skelett- och ledproblemen visar sig ofta som överrörlighet i unga år, men minskar med åldern. Stelhet och artros kan ge upphov till ledsmärtor. Skolios kan förekomma till följd av att ryggkotorna inte är fullt utvecklade.

## Behandling och prognos
Det finns inget botemedel, men prognosen är god. Man behandlar och förebygger de enskilda symtomen, därför kan det bli många besök hos olika medicinska specialiteter. Viktigt är att kontrollera synen regelbundet för att upptäcka synförändringar som kan leda till näthinneavlossning. I skolan kan barn med Sticklers syndrom behöva extra hjälp på grund av syn- och hörselnedsättning.

## Närliggande syndrom
Forskare har beskrivit fyra typer av Sticklers syndrom utifrån deras olika symtom och genetiska ursprung. Forskare tvistar om även det närbesläktade Marshalls syndrom är en form av Sticklers syndrom. Ibland har även diagnosen Marfans syndrom ställts. Båda dessa syndrom har likartade symtom.